# Ratbike
Als Ratbike (Rattenrad) werden Motorräder mit bewusst oder unbewusst ungepflegtem bis verwahrlostem Aussehen bezeichnet. Zur besonderen Hervorhebung des Ratbikes wird es oftmals so verändert, dass zum Originalmotorrad kaum noch ein Bezug hergestellt werden kann. Lackierungen sind häufig mattschwarz, braun oder in Tarnfarbe, mit Pinsel oder Rolle aufgetragen; oder sind bis auf das rostungeschützt blanke Metall vollkommen entfernt. An Ratbikes (überwiegend) wird allerlei Nützliches, Praktisches, aber auch Unsinniges angebaut. Ratbikes sind für viele ihrer Halter Gebrauchsgegenstände, die mit allen Mitteln, konventionell oder unkonventionell, am Leben erhalten werden.

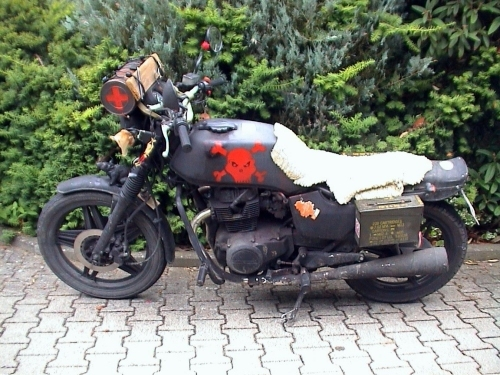
In Ratbike-Manier individualisierte Honda CB 400 N

## Charakteristische Ausprägungen
- Bikes In Use (BIU): Deren eher pragmatische Halter sprechen denn auch vom Fahr-, das kein Putzzeug sei.
- Edel-Ratbikes: Häufig Custombikes, die Stilelemente von Ratbikes aufgreifen.
- Rat-Racer: Sowohl in der Clubmansport- als auch in der Café-Racer-Retro-Subkultur werden seit den 1980er Jahren neben älteren Mittelklassebikes der 1970er und -80er Jahre auch Alltags- und Behördenmotorräder beispielsweise der Marken MZ[1][2] oder BMW späterer Baujahre zu preisgünstigen Rat-Racern für straßen- und breitensportliche Einsatzzwecke umgebaut. Als legendärer Rat-Rennumbau der Sound of Singles-Rennserie  der späten 1980er Jahre gilt das Gollum auf Yamaha-SR500-Basis[3]. Aber auch dieser subkulturelle Retro-Trend wurde von Marketingstrategen diverser Motorradhersteller wie Mash schon wieder zu Retro-Fertigprodukten „verarbeitet“. Bereits im allerersten marketingtechnischen Vorstoß, dem DIY-subkulturell geprägten Begriff Café Racer nicht nur im Design Rechnung zu tragen, sondern ihn auch in den Modellnamen zu übernehmen, der Harley-Davidson XLCR 1000 Sportster Cafe Racer von 1977, ist in der komplett schwarzen Farbgebung auch ein Ansatz zur Rekommerzialisierung antikommerzieller Gegenbewegungen zu erkennen.
- Decorated Bikes (engl. Garbage Wagon, wörtlich Müllwagen): An diese Motorräder wird alles drangehängt, was der Besitzer in die Finger bekommt.
- Survival Bikes: Diese Richtung ist eher militärisch inspiriert, meist oliv angemalt; Scheinwerfergitter, Zusatzscheinwerfer und Munitionskisten werden angebaut. Diese Variante wurde durch den Film Mad Max von 1979 populär.
- Mutanten-Bikes: Siehe Burning Man

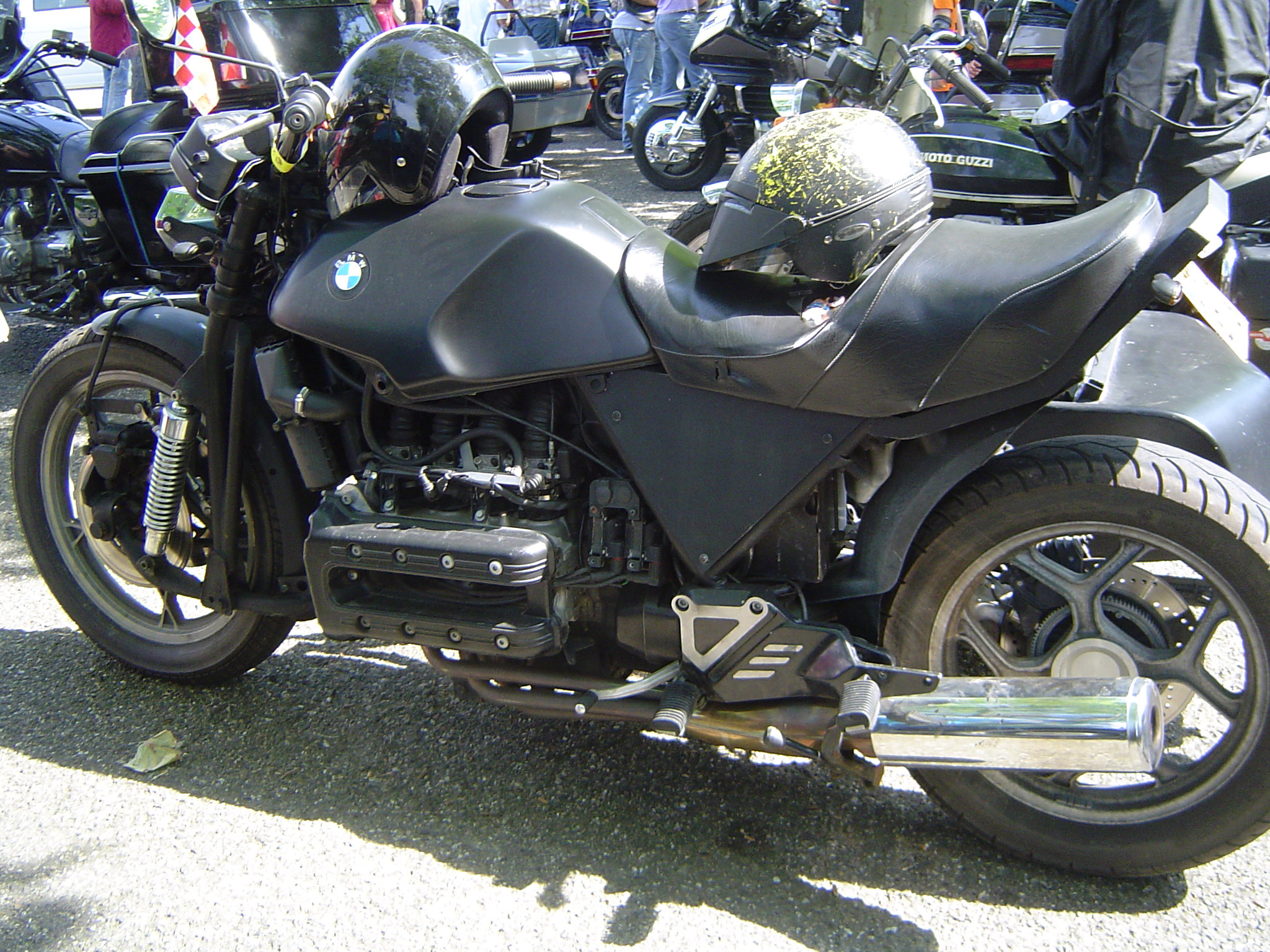
BIU: Alltags-Gespann auf BMW-K1100-Basis
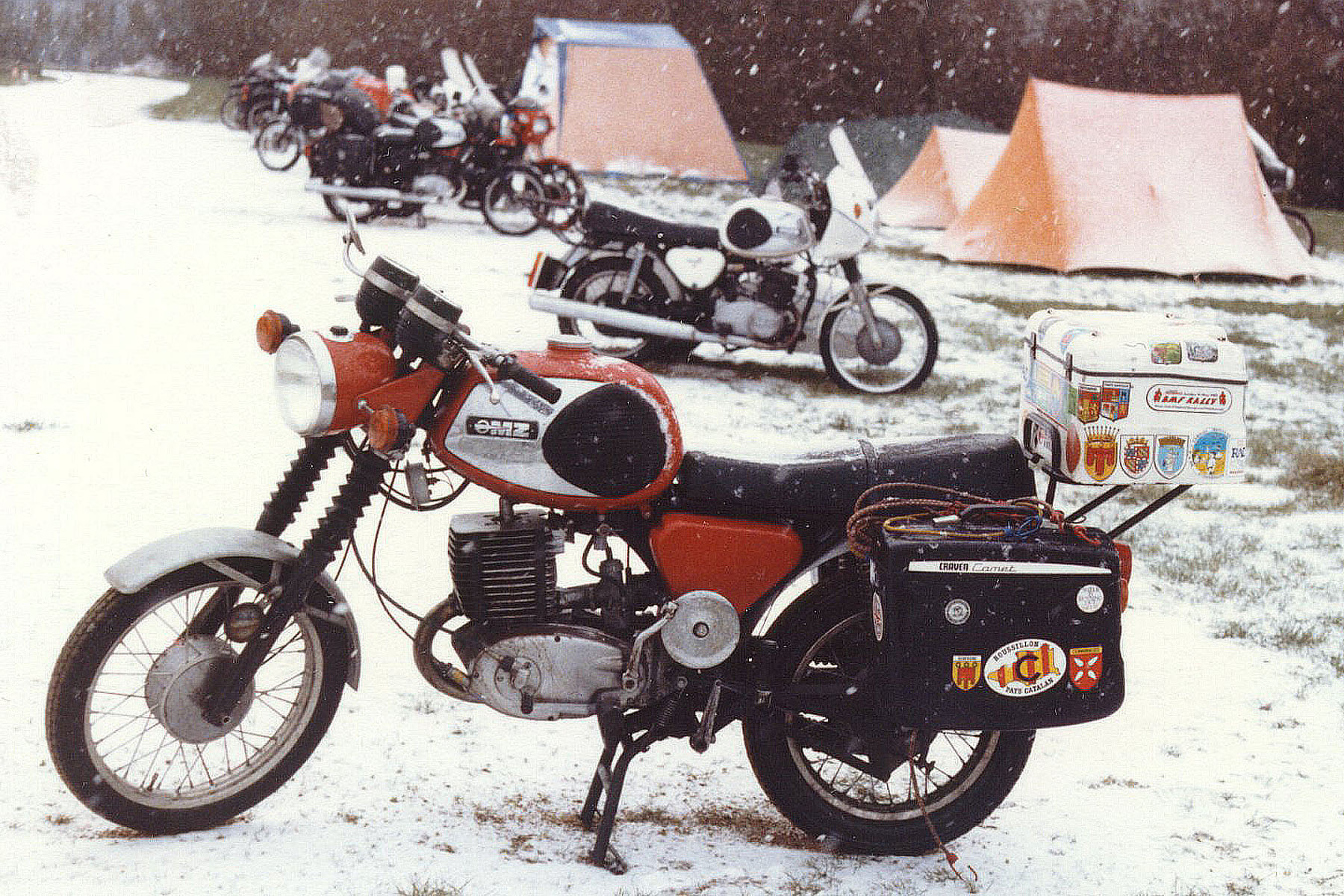
BIU: MZ TS 250 (250 cm³, 1973)
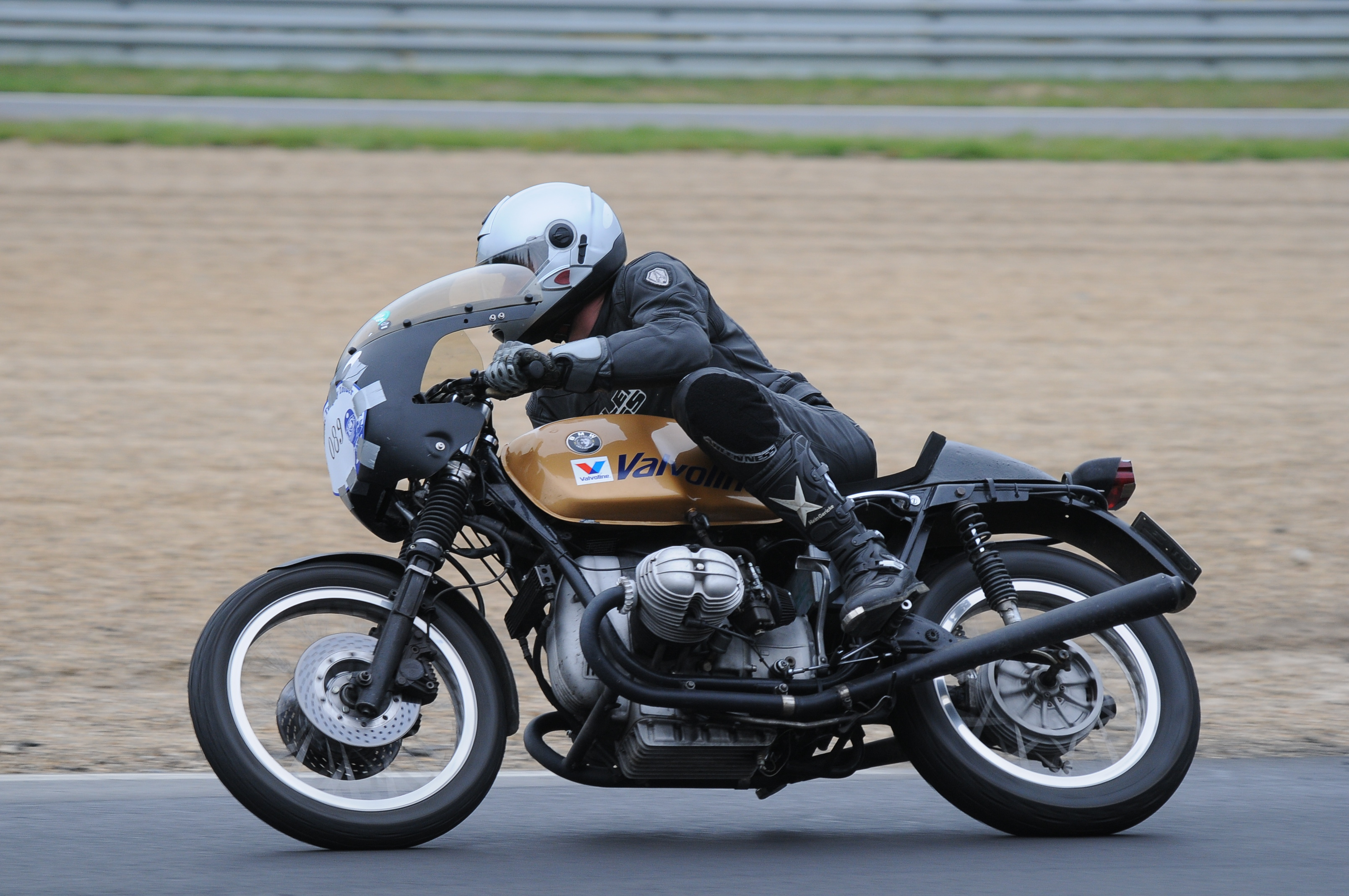
BIU: 70er-Jahre-Straßen-BMW im Classic-Racing-Einsatz
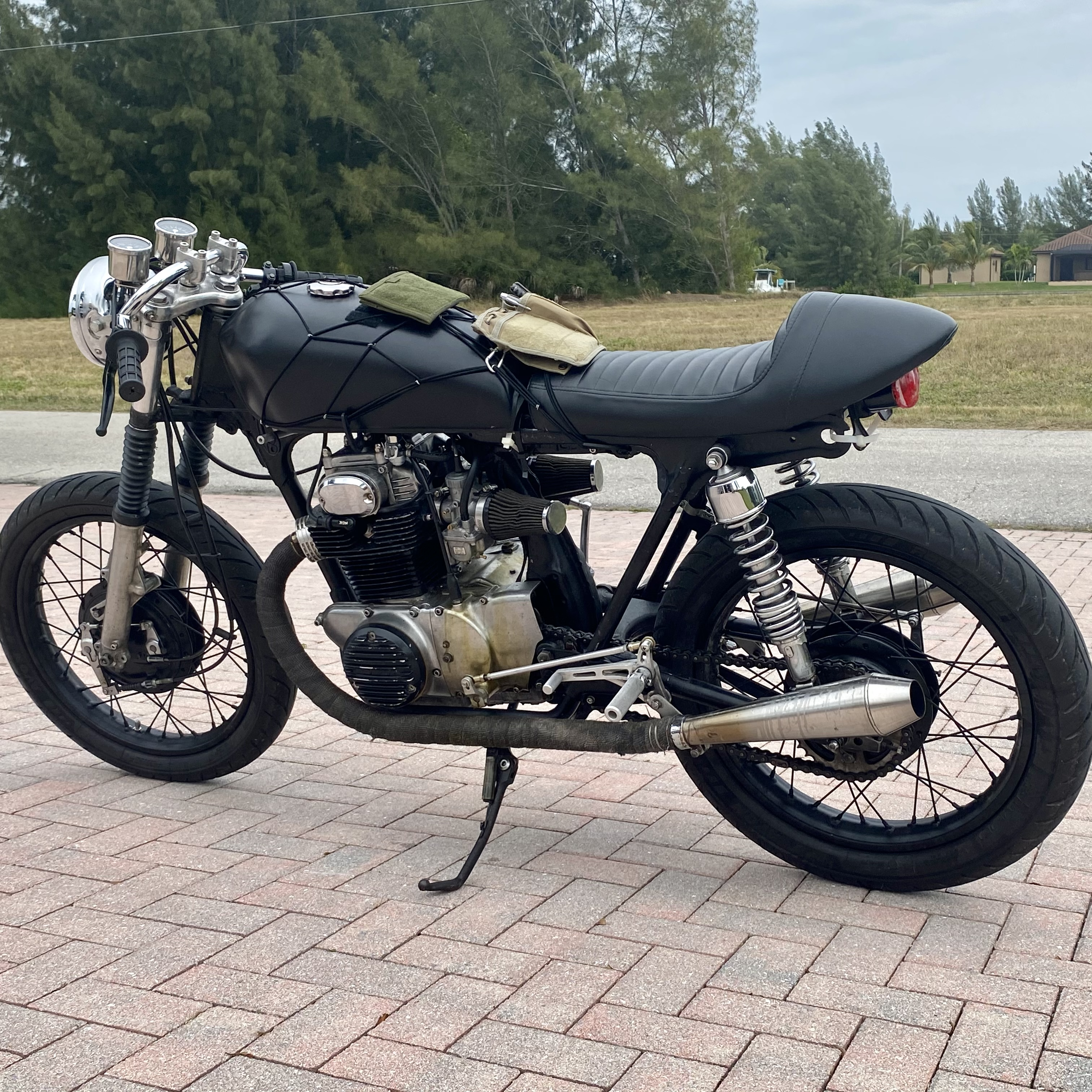
DIY-Rat-Racer auf Basis einer Honda CB350 von 1972
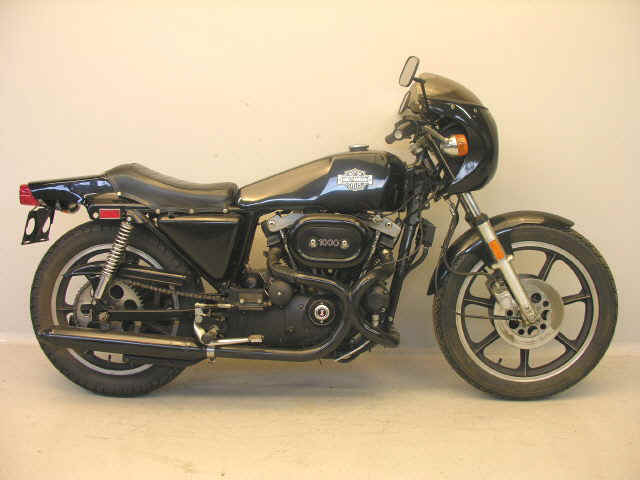
Harley-Davidson XLCR 1000 Sportster Cafe Racer (1977–1978)
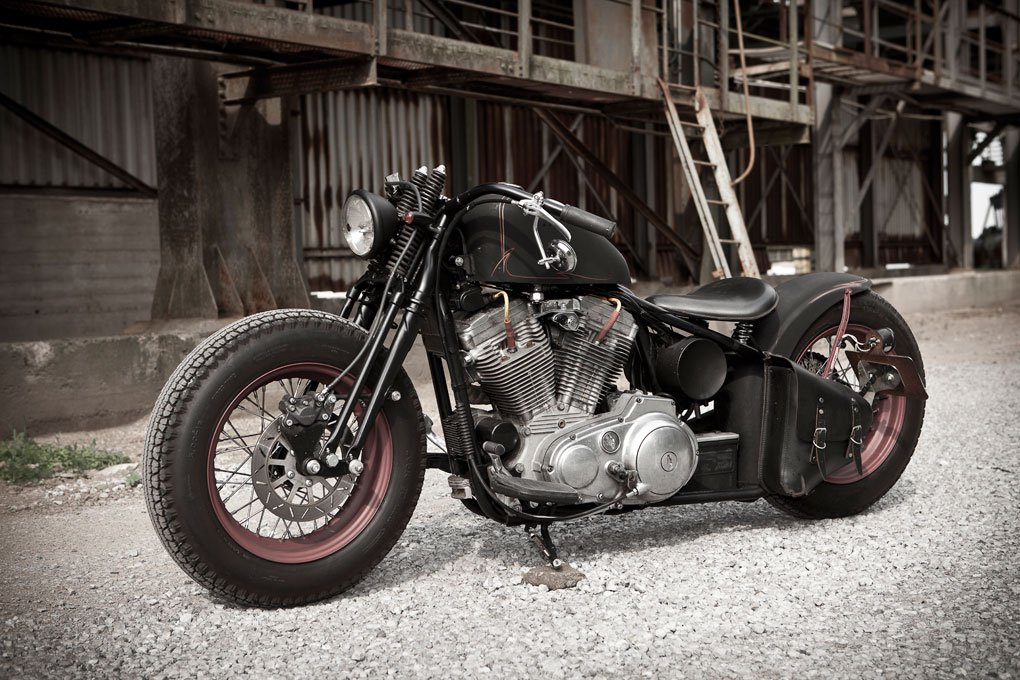
Professionelles Custombike im Ratbike-Stil
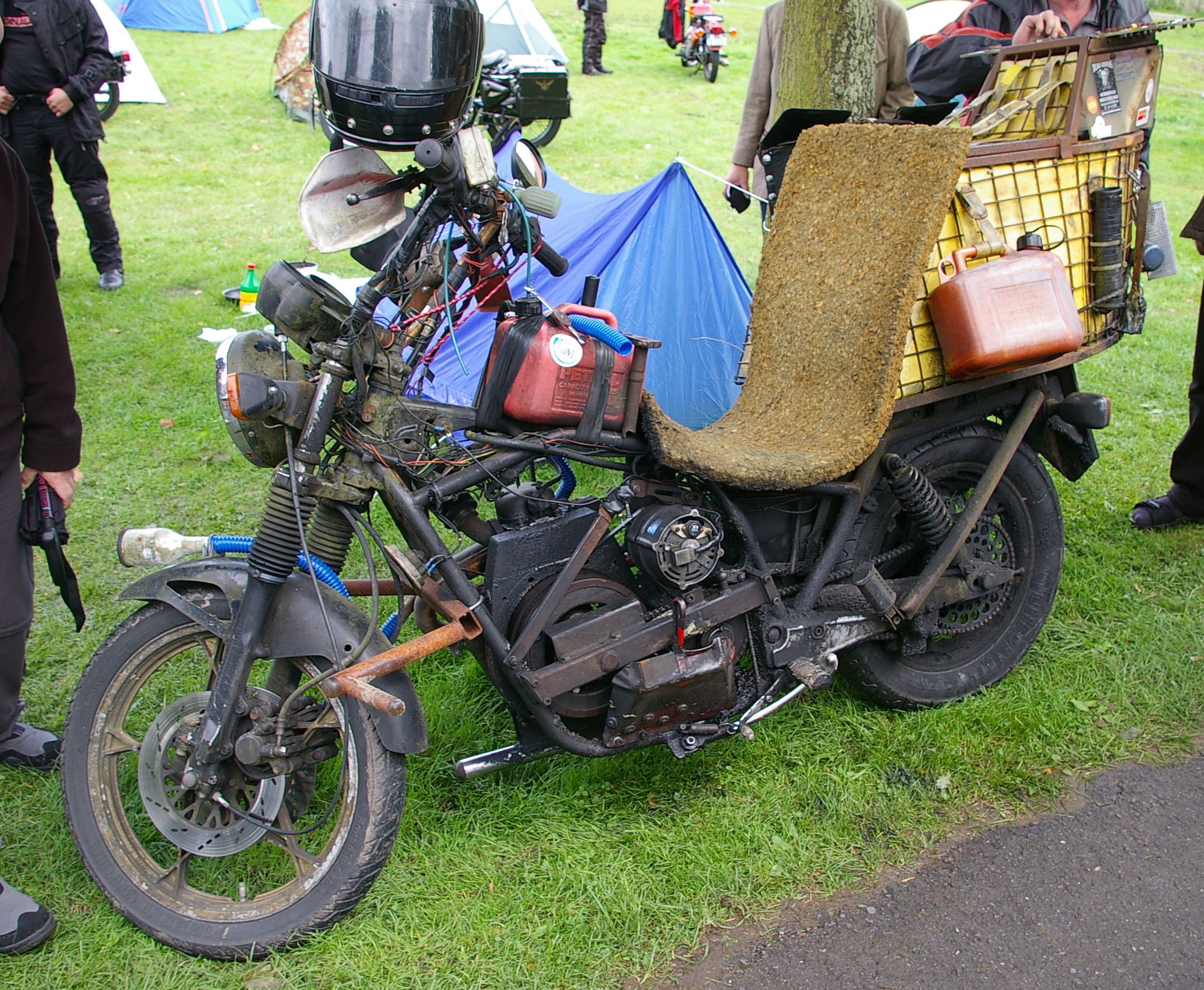
Ratbike-Chopper aus Schweden
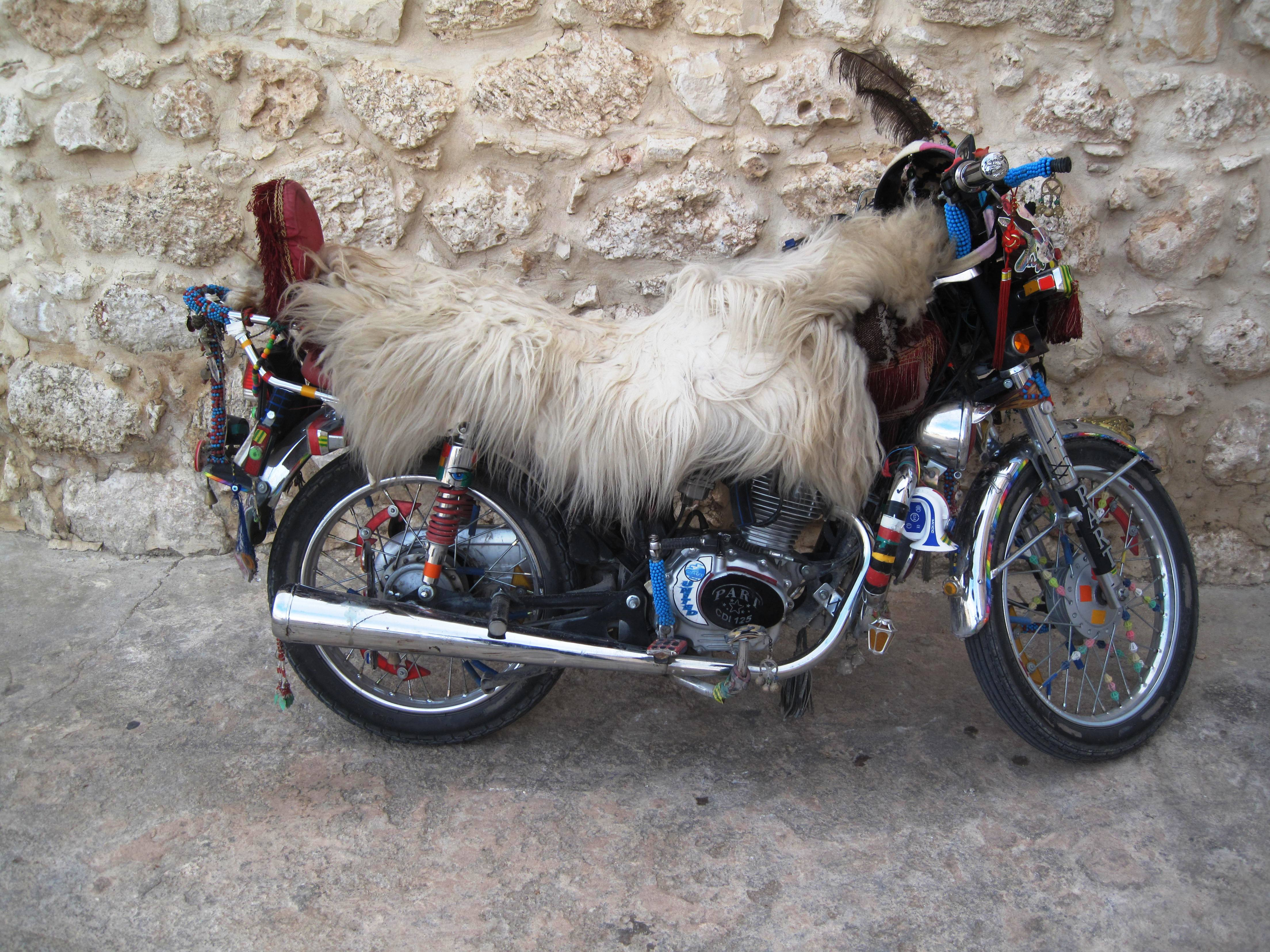
Decorated Bike
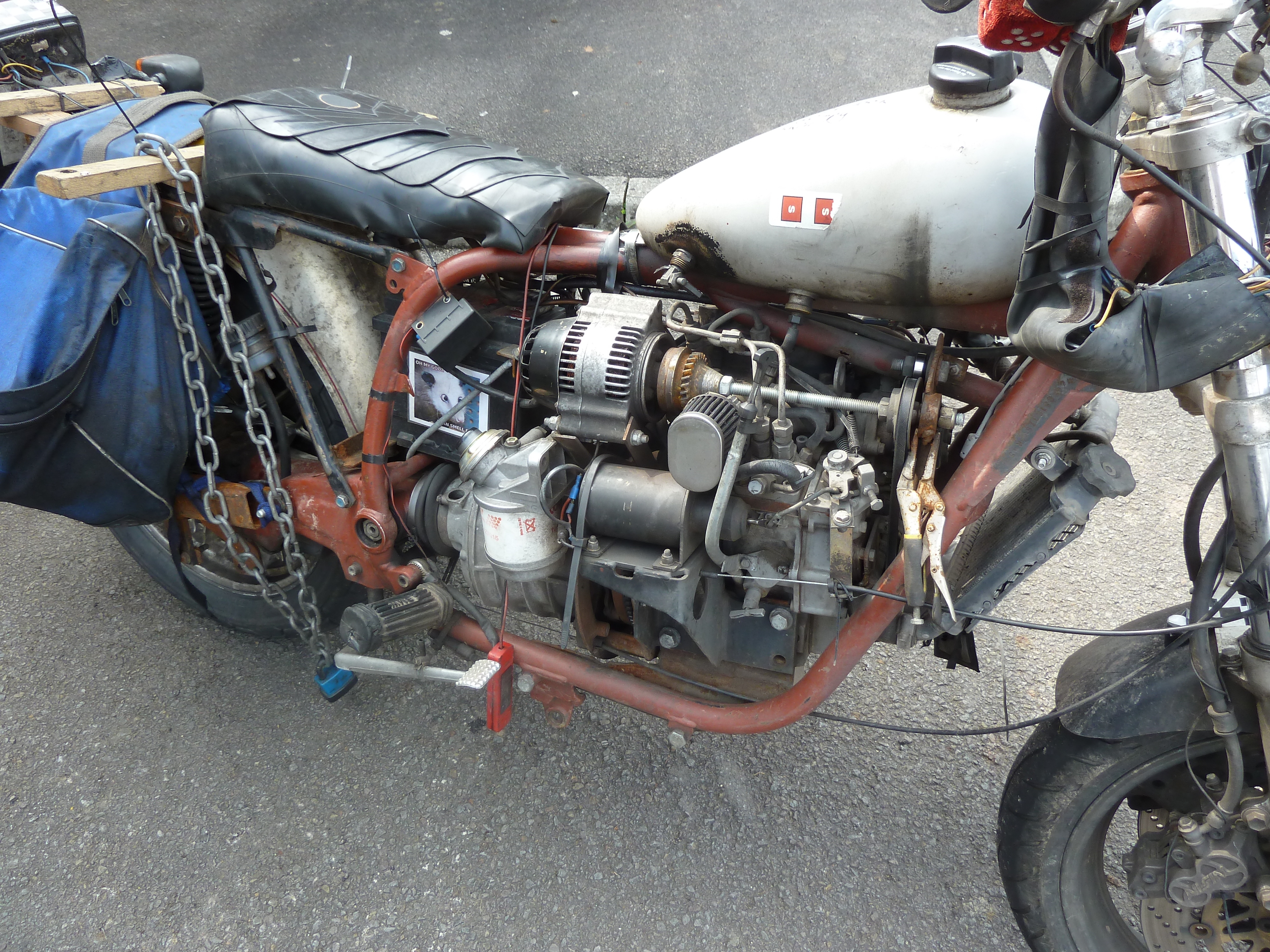
Diesel-Ratbike
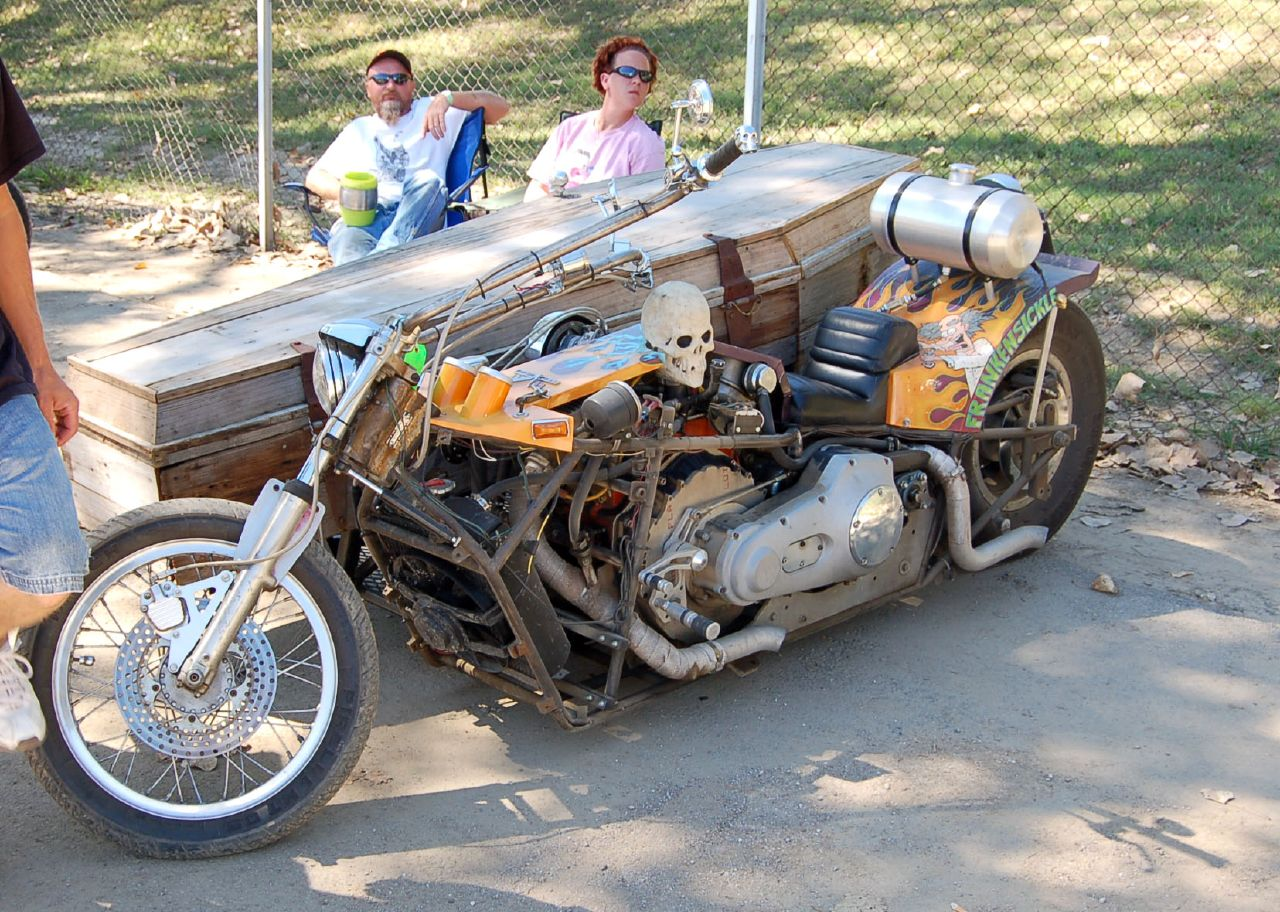
Beiwagen-Ratbike
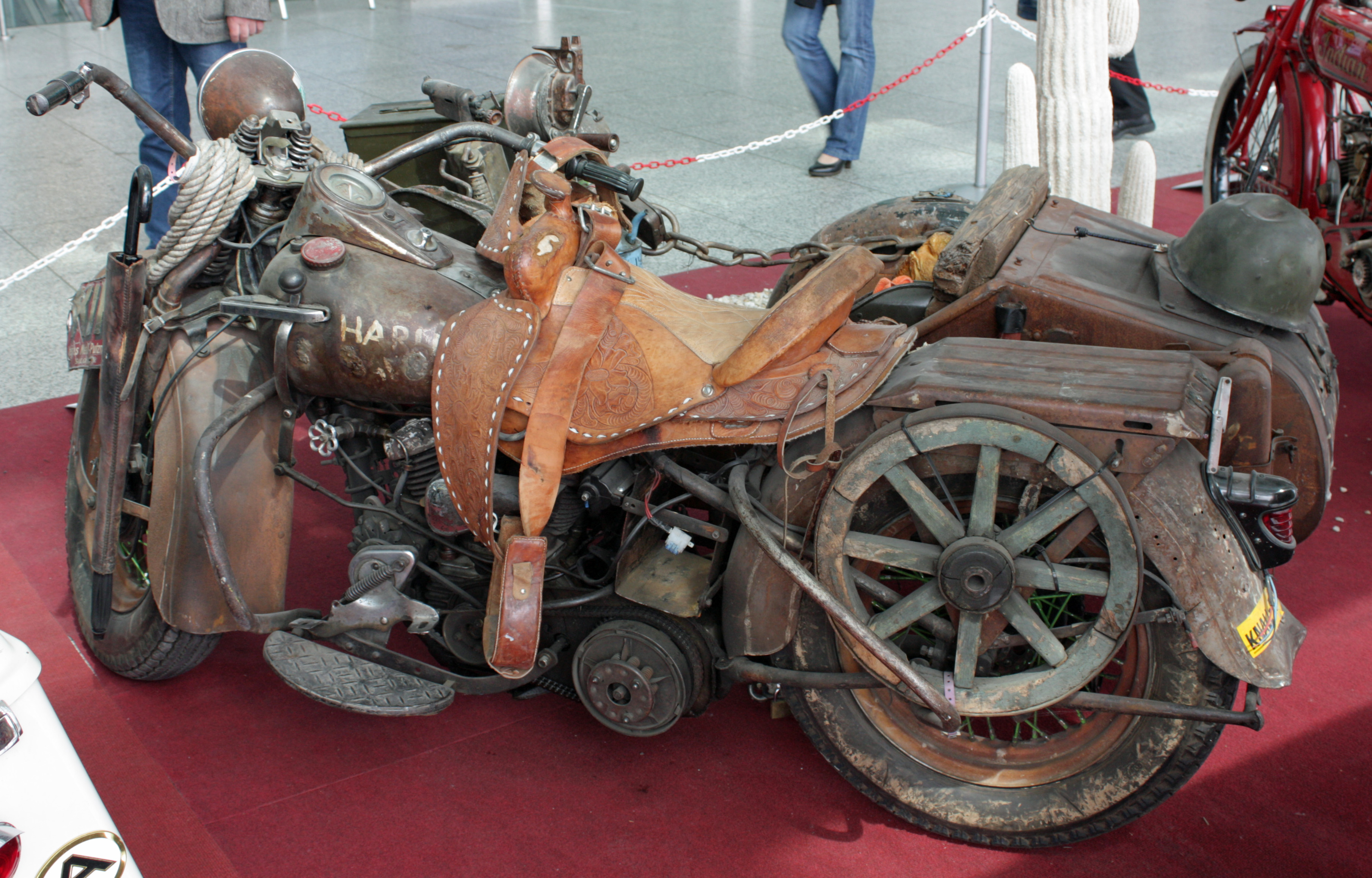
Harley-Davidson Beiwagen-Ratbike
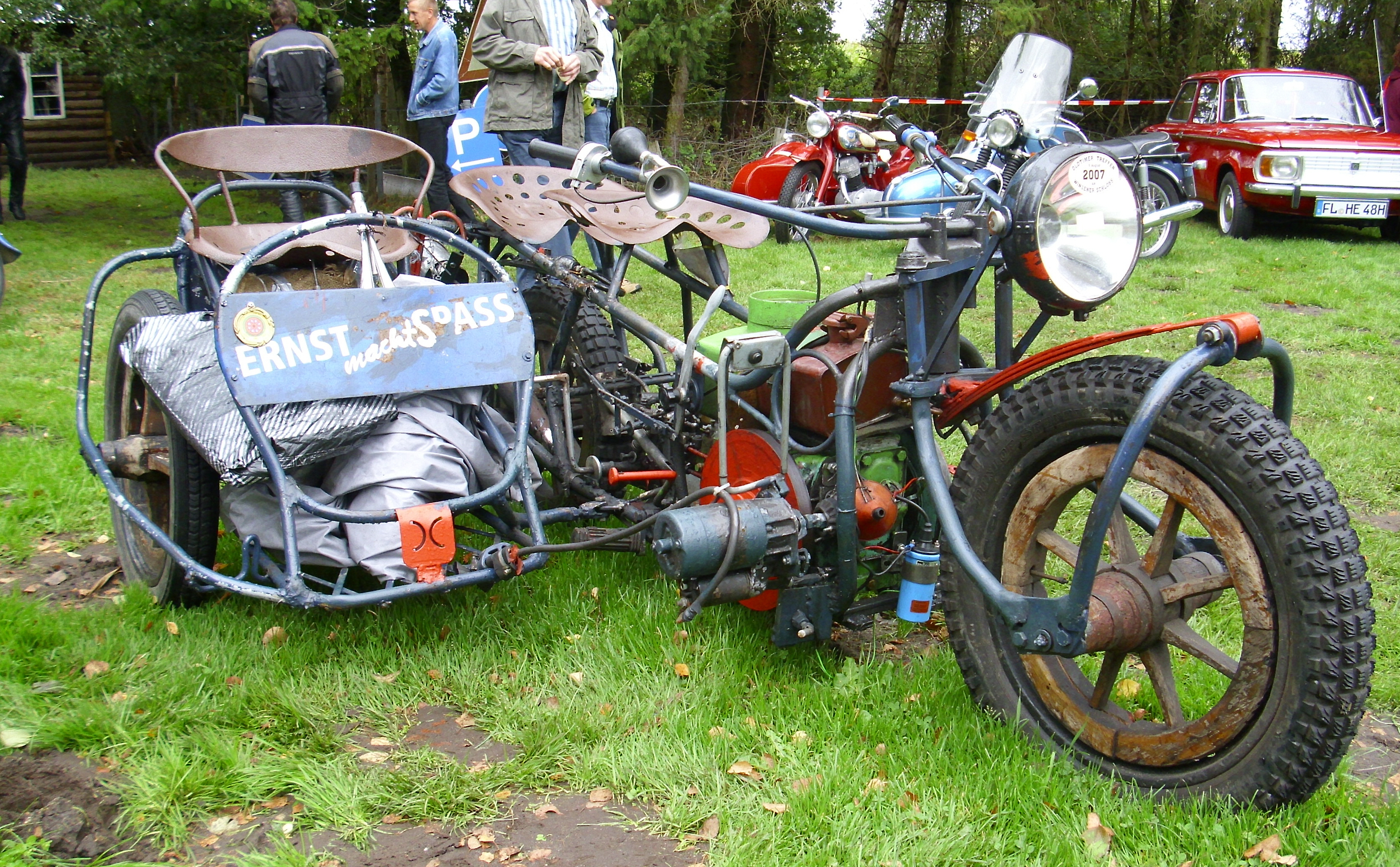
Beiwagen-Ratbike
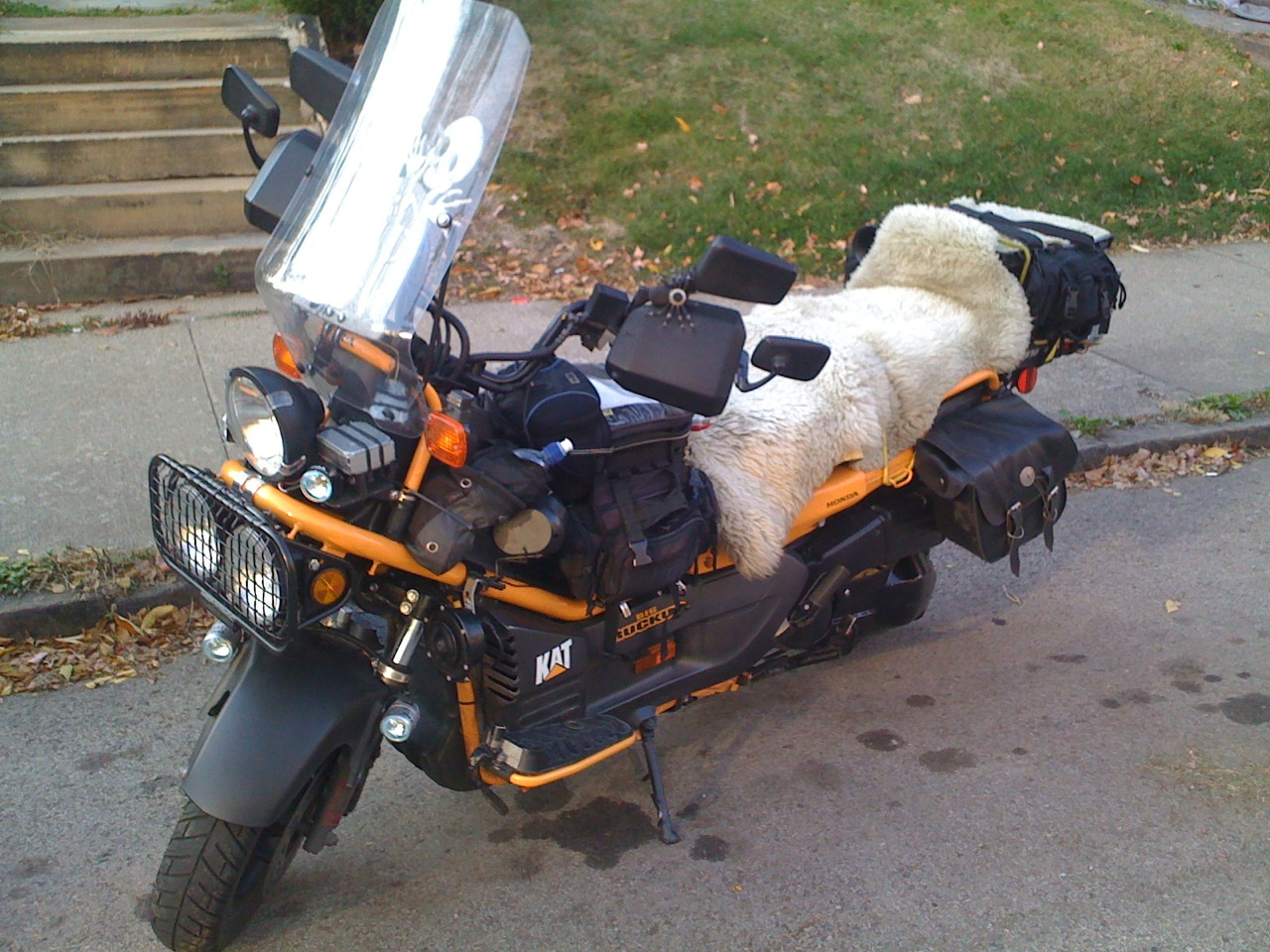
Roller-Ratbike
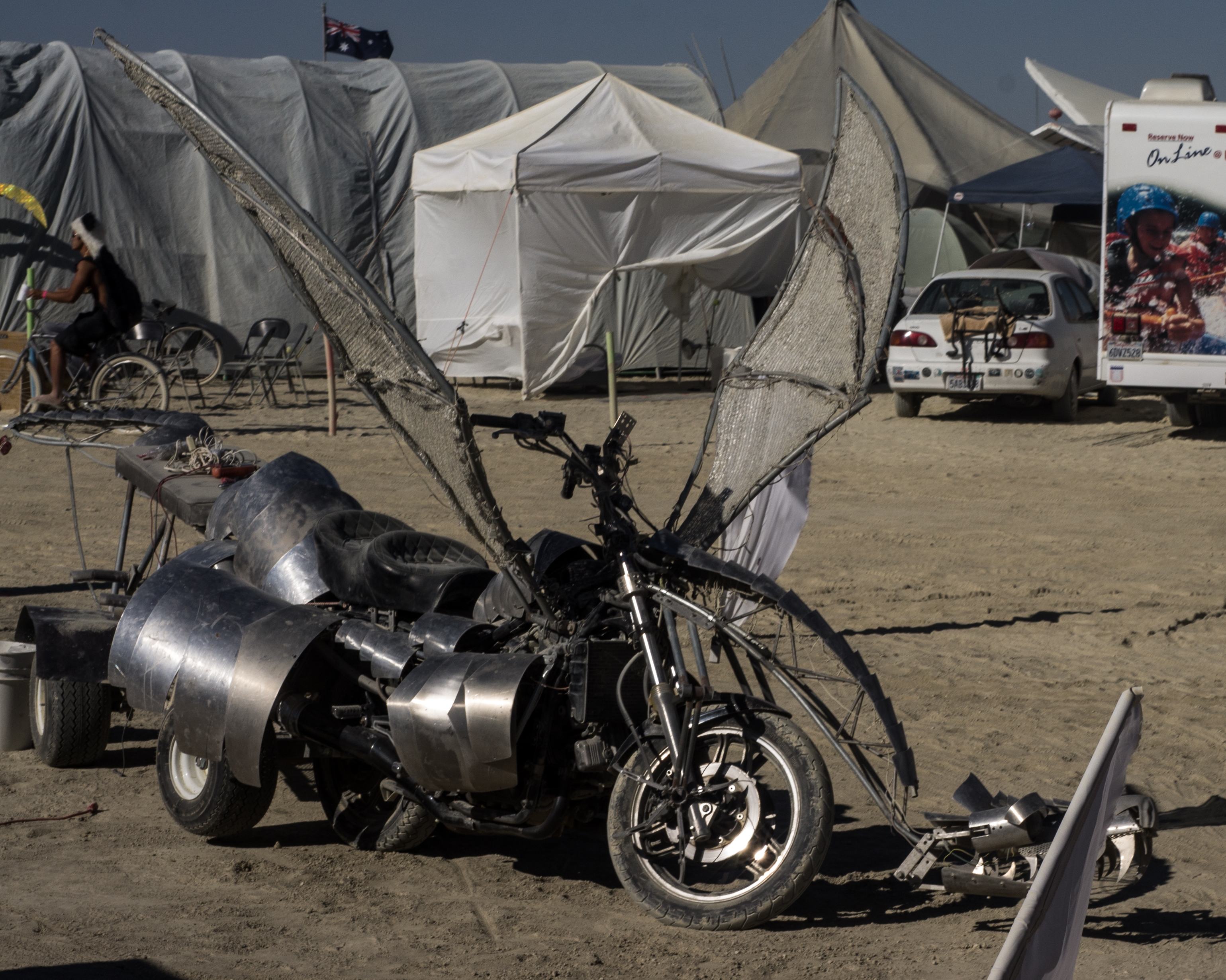
Mutanten-Bike